# Beta Hydrae
Beta Hydrae ( Hydrae) é uma estrela na direção da Hydra. Possui uma ascensão reta de 11h 52m 54.56s e uma declinação de −33° 54′ 29.3″. Sua magnitude aparente é igual a 4.29. Considerando sua distância de 365 anos-luz em relação à Terra, sua magnitude absoluta é igual a −0.96. Pertence à classe espectral Ap Si. É uma estrela variável α² Canum Venaticorum.